# 加藤慶也
加藤 慶也（かとう よしや、1980年12月6日 - ）は、日本の実業家、オーナー、投資家。佐賀県唐津市出身。 
FIBA公認 3x3国際プロバスケットボールリーグ 『3BL』 チェアマン 。株式会社カタリストキャピタル 代表取締役（経済産業省認定ベンチャーファンド無限責任組合員）。YKBK48 Entertainment Private Limited オーナー（インド、DEL48およびMUB48の運営会社）。その他、コンサルティングファーム/建設会社/IT企業/広告代理店等複数の法人を経営。

## 経歴
- 1980年
  - 12月6日 佐賀県唐津市で生まれる。
- 2016年
  - 5月20日 経済産業省が、株式会社カタリストキャピタルが組成するベンチャーファンド(CatalyST1号投資事業有限責任組合)の産業競争力強化法に基づく「特定新事業開拓投資事業計画」を認定。[1]
- 2017年
  - 9月 インドにて3x3国際プロバスケットボールリーグ『3BL』を設立。チェアマンに就任。[2]
- 2019年
  - 6月20日 インドにてAKB48の姉妹グループ『DEL48』『MUB48』の発足を発表。[3]
  - 8月3日 佐賀新聞にて佐賀県出身の実業家として特集が組まれる。
  - 10月7日 加藤がチェアマンを務める「3BL」とFIBAが共催で2020年3月にインドにて東京オリンピックの3x3予選トーナメントが開催されることがFIBAから発表された。トーナメントには選考された男女20チームずつ40チームが参加の見込み。40チームの選考はFIBAランキングやFIBA 3x3 World Cup 2019の結果などにより行われる。[4]
  - 12月31日 『第70回NHK紅白歌合戦』にAKB48紅白世界選抜のDEL48代表メンバーとして、グローリーが出場[5]。
- 2020年
  - 3月29日 『NHK WORLD-JAPANの番組「Kids Meet the World」にて唐津とセルビアとのスポーツ交流が取り上げられる。[6]
- 2021年
  - 11月12日 加藤がプロデューサーを務めたインド映画「Kade haan Kade naa」のミュージックローンチがチャンディーガルのElanteモールにあるPVRシネマズで行われ、俳優兼歌手のSingga、女優Sanjana Singh、その他の俳優陣として、B. N. Sharma , Sumit Gulati , Ravinder Mandが参加した。[7]
  - 12月3日 「Kade haan Kade naa」が劇場公開。SinggaとSanjana Singhを起用したこのタイトルは、劇場公開に先立ててyoutubeにて公開した予告編と挿入歌PVが合計2,000万回再生を記録。[8][9]
- 2022年
  - 2月28日 タイ国スポーツ庁で調印式典が開催され、タイバスケットボール協会とYKBK Thailandの間で「3BLタイリーグ」の発足が発表された。[10]
  - 5月13日 3BLがFIBA 3x3 Fantasy Gamesの世界的独占権を取得したことを発表。また、世界初の3x3バスケットボール向けのファンタジースポーツアプリをリリース。アプリは、FIBA 3x3ワールドツアーや3x3チャレンジャーに焦点を当て、最新にアップデートされた選手を選択して予測を行い、ポイントを獲得できる内容となっている。[11]
  - 10月5日 クロアチア共和国にてEU圏初であるプロフェッショナル3x3リーグである3BL Croatiaの設立を発表。リーグアンバサダーに、NBA殿堂入りのトニー・クーコッチ、リーグコミッショナーに元NBA選手ダミアン・デルシュが就任した。
  - 10月20日 株式会社BS-TBS、株式会社YKBK Japan、株式会社クリエイティブボード、株式会社コアミックスが3x3をテーマにしたWEBTOON『STREET×BEAST』（ストリートビースト）の連載を開始。原作は太田善也、作画はIchirou、Roberto F.、Vanilla。配信先プラットフォームはピッコマ、LINEマンガ、コミックシーモア、他。[12]